# Pászti Péter
Pászti Péter (Budapest, 1969. március 18. –) magyar alkalmazott grafikus, tradicionális kalligráfiával foglalkozó alkotó.

## Pályafutása
A grafikával, festészettel már gyermekkora óta foglalkozott. Példaképének bátyját, ifjabb Pászti Mihályt tekinti. 
Később megismerkedett a szépírás művészetével, a kalligráfiával, szinte mindegyik válfaját kipróbálta, végül a tradicionális gótbetűs írásoknál, illetve az angolszász folyóírásoknál maradt.

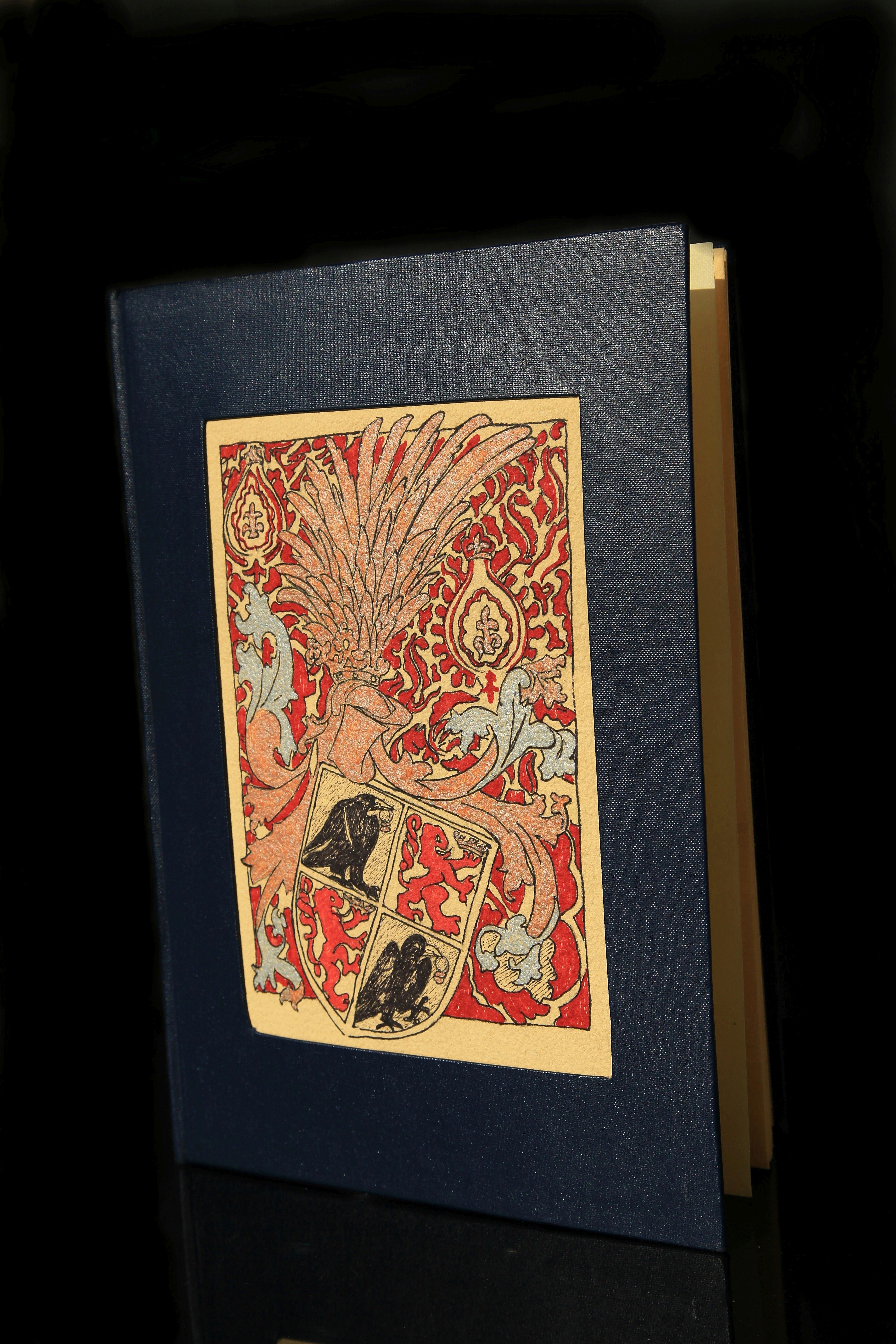
Vegyesházi királyok című Pászti-kódex (2008)

Első csoportos kiállítása 2013-ban Szalay Szilvia grafikussal volt Kalligráfiák címmel (helyszín: a Párizsi udvarban lévő Műcsoki Galéria).
Eddig tíz különféle kiállítása volt Kaposváron, a Petőfi Sándor Emlékkönyvtárban, illetve a Takáts Gyula Könyvtárban (Rippl-Rónai emlékév, 2011).
Többször is elismerésben részesült a Magyar Kézműves Alapítvány által kiírt pályázatokon, ahol nemcsak oklevelet, hanem vándordíjat is nyert.
Díjazott volt a Károly Róbert koronázásának 700. évfordulója alkalmából hirdetett Károly Róbert és Visegrád c. kézműves kiállításon (III. helyezett), valamint a Mátyás király-emlékév (2018) alkalmából kiírt pályázaton.
Külföldön a hollandiai Zwolle-ban, Ommenben és Utrechben, Németországban pedig Ulmban és Aachenben volt csoportos kiállítása. 

## Csoportos kiállításai
- A Magyar Kézművességért Alapítvány. Betlehemi jászol kiállítás – 2009
- Visegrádi Mátyás király Múzeum. Visegrád 1000 éve – 2009, Különdíj, III. helyezett
- Mail Art Across the World kiállítás (MAAW) – 2009
- Bakelit Multi Art Center. Diploma nélkül II. – 2009
- Aranyecset Művészeti Egyesület. Édesanya – 2010
- A Magyar Kézművességért Alapítvány. Kézművesség az egyházművészetben – 2010
- Visegrádi Mátyás király Múzeum. Károly Róbert és kora – 2010, Közönségdíj, III. helyezett
- Maulbertsch pályázat – Sümeg, 2011
- Ezüstgerely pályázat és kiállítás – 2011
- A Magyar Kézművességért Alapítvány. A víz világa – 2012
- A Magyar Kézművességért Alapítvány. Betlehemi jászol kiállítás – 2013
- ART 57. A kávé – 2013
- A Magyar Kézművességért Alapítvány. Vatikáni pályázat – 2014
- Szépírásos hagyományaink kalligráfiai kiállítás. Budapest Absolut – 2014[3]
- Balaton és századelő pályázat és kiállítás – 2014
- Aranyecset Művészeti Egyesület. Miniatúra fesztivál – 2015
- Drót szerkesztősége. Mi van a fecskékkel? – kalligráfiai különdíj, 2015
- Bájoló Magazin. Macskakő – 2016
- The Talent Képzőművészeti kiállítás. Budapest Bakelit Multi Art Center – 2016
- Jancsó Art Gallery. Az én Magyarországom kiállítás – 2016
- A Magyar Kézművességért Alapítvány. Arany János-emlékév – különdíjas, 2017
- A Magyar Kézművességért Alapítvány. Mátyás király-emlékév – különdíjas, 2018
- A Magyar Kézművességért Alapítvány. II. Rákóczi Ferenc Emlékév – különdíjas, 2019
- Kaposvári Petőfi Sándor Emlékkönyvtár. Betűk-hajók-LEGO kiállítás – 2024

## Magyarországi maratoni kézműves rekordjai
Több magyarországi kézműves maratoni rekordot is tart, melyeket azért vállalta el, hogy ezáltal is felhívja a figyelmet a kézírás népszerűsítésére. 
- 2006-ban 24 órás gótbetűs maratoni rekord a SzeptemberFeszt keretén belül
- 2007-ben 47 órás folyamatos festészeti rekord a SzeptemberFeszt keretén belül (A vitorlás hajók története, 30cm x 23 méter)
- 2008-ban 48 órás gótbetűs írás-rekord a SzeptemberFeszt keretén belül (56.126 betű)[4]
- 2010-ben a leghosszabb festett Himnusz a SzeptemberFeszt keretén belül (14,5 cm x 60,6 méter)
- 2010-ben 6 órán keresztül kézzel készített könyvjelző készítése a SzeptemberFeszt keretén belül (98 darab)
- 2023-ban 32 órás folyamatos Petőfi-vers-írás a Petőfi-emlékév alkalmából a Csili Művelődési Központ szervezésében (100 Petőfi vers)
- 2024-ben 8 órás gótbetűs írás a II. Hungary Pen Show keretén belül (8970 betű)